# MT-LB
El MT-LB (en ruso: многоцелевой тягач легкий бронированный, Mnogotselevoy Tyagach Lekhko Bronirovannyi/vehículo blindado ligero remolcador multiuso) es un transporte blindado de personal anfibio soviético y tractor de artillería, que entró en servicio a fines de la década de 1960 y se utilizó como plataforma para el montaje de varios sistemas de armamento. Inicialmente, dicho vehículo se conocía como el M1970 en occidente.

## Desarrollo
A finales de la década de 1960, la Dirección Central Soviética de Automóviles y Tractores inició un programa para el desarrollo de un reemplazo del ya desfasado AT-P, que era el tractor de artillería en uso, que a su vez estaba basado en el ASU-57; el cual era un cañón de asalto aerotransportado, para la creación de una nueva generación de vehículos. El MT-L se desarrollaría para cubrir dichos requerimientos, para lo cual se tomaría el casco del tanque ligero anfibio PT-76. El MT-LB es la variante blindada del chasis MT-L. Entró en producción en masa a inicios de la década de 1970, siendo barato de fabricar, al estar muchos de los componentes en los que se basaba en producción, como el motor; el cual originalmente sería un diseño para un camión. Su producción se haría en la Fábrica de tractores de Járkov, así como bajo licencia en Polonia por Huta Stalowa Wola y Bulgaria (con obvias modificaciones locales).

## Descripción

### Estructura
La distribución está en el frente, con el conductor y el comandante/artillero situados en el compartimiento frontal del vehículo, con el motor en el frente. Un compartimiento en la parte posterior le permite transportar hasta 11 soldados o cargar hasta 2,000 kg en su momento. Con una capacidad de tiro de hasta 6,500 kg, el vehículo puede remolcar cañones u otro tipo de armamento. Su construcción le dotó de capacidad de operación totalmente anfibia, siendo propulsado en el agua por sus orugas.

### Armamento
Una torreta pequeña torreta al frente del vehículo alberga una ametralladora PKT de calibre 7,62 mm, con rotación manual de 360° y una elevación de -5 hasta +30 grados. Este vehículo está ligeramente blindado, con protección reducida frente a armas pesadas, pensado para enfrentarse solo a armas ligeras y fragmentos de metralla; teniéndose por grosor entre 3 a 14 mm de acero reforzado. El compartimiento de la infantería dispone de dos escotillas en el techo, las cuales se abren hacia adelante. Hay al menos 4 troneras desde las cuales la infantería a bordo puede abrir fuego -dos en ambos lados del casco-, con las otras dos en las compuertas traseras donde acceden los solados a su compartimiento.

### Otros equipos
El conductor está dotado de un conjunto de miras infrarrojas TVN-2 en su periscópio, en combinación con unas luces de búsqueda de luz blanca/infrarrojas OU-3GK, que le proveen de un haz de iluminación con un rango de alcance de cerca de 40 m. Todos los vehículos, así como sus diferentes variantes incluyen equipos de protección y sistemas de medidas de protección en entornos ABQ.

## Historia en combate

### Guerra Ruso-ucraniana
- Invasión rusa de Ucrania de 2022[4]

## Variantes

### Ex-URSS
- MT-L

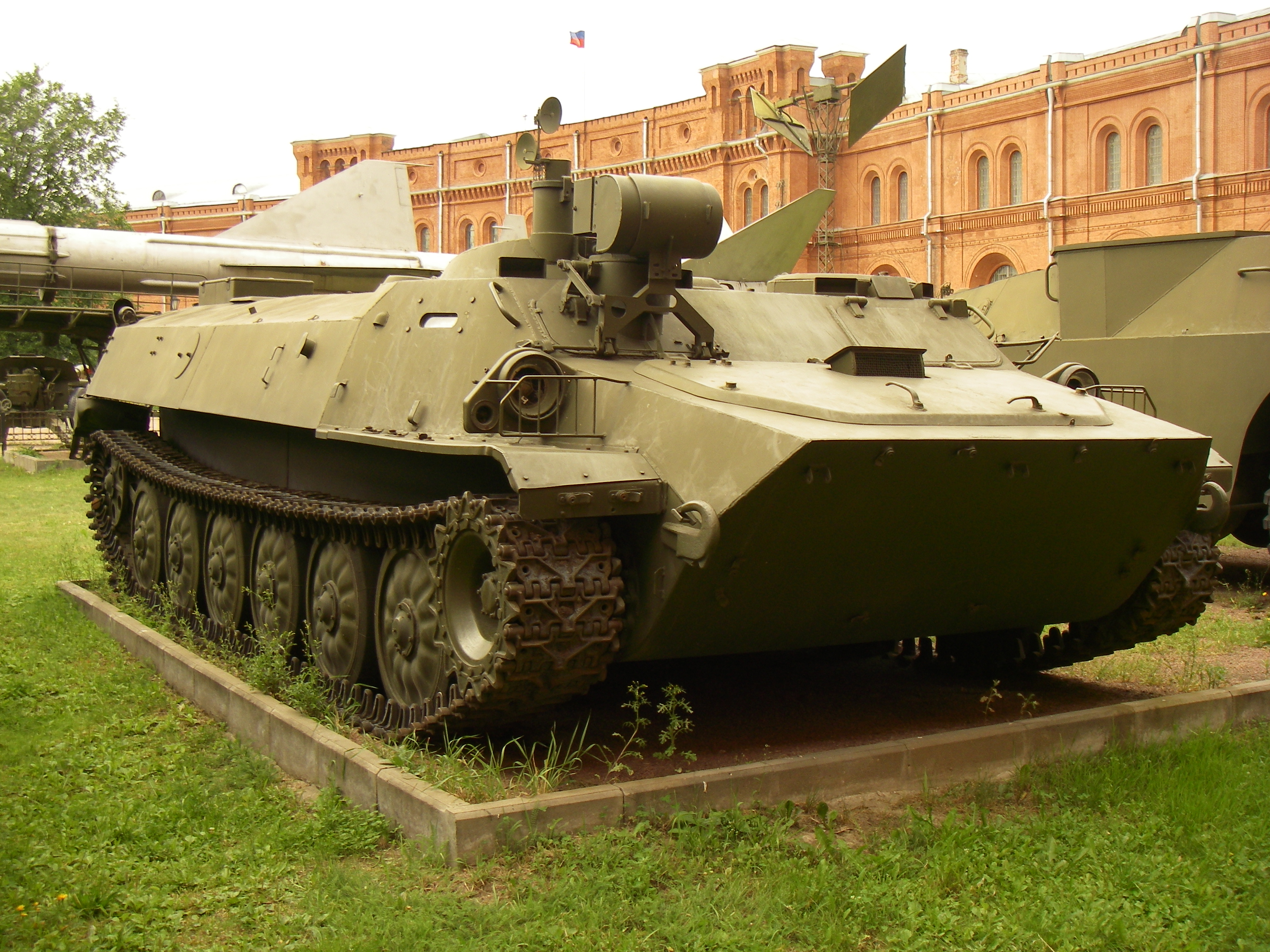
Un sistema 9P149 Shturm-S en el Museo de Artillería de San Petersburgo.

  - MT-LB (izdeliye 6) - El modelo básico y base del desarrollo de las series posteriores. Inicialmente usado como un simple TBP, puede a su vez ser utilizado com un tractor de artillería y como ambulancia. En occidente expresiones como MT-LB Blade o MT-LB M1980 son usadas para los vehículos equipados con una pala tipo buldócer hidráulica frontal adelante.
    - MT-LBV (vezdekhodnyj) - Versión de baja presión al suelo, con una altura sobre el piso de 0,47 m y orugas de 565 mm de ancho que le brindan una presión sobre el suelo de 0,27 kgf/cm² (26 kPa). Usado en las regiones árticas en vez de los blindados BMP o BTR sobre ruedas.
      - MT-LBVM - Equipado con una NSVT de 12,7 mm, en reemplazo de la ametralladora de 7,62 mm originalmente instalada en la torreta.
      - MT-LBV-N
      - MT-LBV-NS

    - MTP-LB - Versión de soporte y apoyo técnico sin torreta, y en la que una grúa de marco tipo "A" va instalada junto con su compartimiento de almacenaje, ambos en el techo.
    - SNAR-10 "Jaguar" (stantsiya nazemnoy artilleriskoy razvedki) - Equipado con el radar "1RL-127" ("BIG FRED") para la artillería/localización y marcaje de morteros y bases de artillería en una gran torreta rotativa. Su alcance efectivo es de 16 km. Sus desginaciones OTAN eran MT-LB M1975 o MT-LB SON.
      - SNAR-10M "Pantera" - Variante mejorada del anterior, con más y mejores sistemas automáticos de control, con un alcance de 40& km.

    - 9A34 - Vehículo lanzador de los misiles 9K35 "Strela-10".
    - 9A35 - Usado para el lanzamiento de los misiles 9A34, pero con sistemas pasivos de detección adicionales.
    - 9P149 "Shturm-S" - Variante antitanque con lanzaderas retráctiles para los misiles AT-6 Spiral. Estos vehículos transportaban hasta 12 misiles a bordo y entraron en servicio en 1979. Tan solo tenía dos tripulantes.
    - RKhM "Kashalot" (razvedivatel’naya khimicheskaya mashina) - Vehículo de reconocimiento en ambientes químicamente contaminados con sistemas y equipos de detección, marcaje y de aviso/alarma. Este modelo tiene una forma similar en su casco y retiene algunos de los elementos estructurales del mortero autopropulsado Gvozdika 2S1. Su anterior designación en occidente era ATV M1979/4.
      - RKhM-K - Versión de mando y control; con sistemas de señalización y comunicación extras, pero sin sensores o marcadores.

    - RPM (radiatsionno-poiskovaya mashina) - Vehículo de reconocimiento en entornos radiólogicamente peligrosos, cuenta con un único dispensador de señales "KZO-2", y está equipado con aparatos detectores de radiación como el "NGP-81" (radiaciones gamma), "KDN-2" (detector de neutrones), "KRB-1" (radiación beta) y "KRA-1" (radiación alfa).
    - K-611 - Vehículo de reconocimiento en entornos radiólogicamente peligrosos.
    - K-612 - Vehículo de reconocimiento en entornos radiólogicamente peligrosos.
    - AZM "Vostorg-1" (aviatransportabel’naya zemlerojnaya mashina) - Vehículo de ingenieros, equipado con una pala tipo buldócer hidráulicamente accionada y un brazo de control hidráulico extendible con su respectiva pala-cuchara.

  - MT-LBu - Variante con un chasis y casco más largos. Muchos de las denominadas "variantes del MT-LB" de hecho están basadas en el modelo MT-LBu.
  - UR-77 "Meteorit" - Sistema de limpieza de minas, va equipado con un sistema de lanzacohetes por medio de una "manguera explosiva".
  - 2S1 Un sistema de obús autopropulsado, de calibre 122 mm.

### Rusia
- MT-LBM (izdeliye 6M) - Paquete de modernización del MT-LB desarrollado por Muromteplovoz en la década de 1990. Pueden montarse diferentes tipos de torretas.
  - MT-LBM (izdeliye 6MA) - Un MT-LBM equipado con la torreta de un BTR-80.
    - MT-LBM (izdeliye 6MA1) - Un MA con la adición del lanzagranadas automático AGS-17 de 30 mm.
      - MT-LBM (izdeliye 6MA4) - Un MA1 con la adición de un cañón automático KPVB de 23 mm, en lugar de la ametralladora pesada KPVT, de 14,5 mm.

    - MT-LBM (izdeliye 6MA2) - MA armado con cañones automáticos KPVB de 23 mm, retirando las ametralladoras pesadas KPVT de 14,5 mm.

  - MT-LBM (izdeliye 6MA3) - Un MT-LBM armado con cuatro lanzadores de misiles ATGM "Kornet", una ametralladora  PKTM de 7,62 mm y un lanzagranadas automático AGS-30 de 30 mm.
  - MT-LBM (izdeliye 6MB) - Un MT-LBM equipado con la torreta de un BTR-80A.
    - MT-LBM (izdeliye 6MB2) - Un MB armado con un lanzagranadas AGS-17.

  - MT-LBM (izdeliye 6MB3) - Un MT-LBM armado con cañones automáticos GSh-23V de 23 mm, un lanzagranadas automático AGS-30 y una ametralladora pesada Kord 12,7 mm.
  - MT-LBM (izdeliye 6MB4) - MT-LBM armado con cañones automáticos GSh-30K de 30 mm, un lanzagranadas automático AGS-30 y una ametralladora pesada Kord 12,7 mm.
  - MT-LBM (izdeliye 6MB5) - Un MT-LBM armado con cañones automáticos dobles Gryazev-Shipunov GSh-23 de 23 mm o misiles 9K38 Igla, cañones automáticos Gryazev-Shipunov GSh-301 de 30 mm y equipado con miras improvisadas.
  - MT-LBM1 (izdeliye 6M1) - MT-LBM equipado con un motor de 300 caballos (304 CV) a 310 caballos (314 CV).
  - MT-LBM2 - Paquete de actualización desarrollado para el MT-LBM, desarrollado por Kurganmashzavod con nueva motorización y transmisión, una suspensión mejorada, faldones al estilo de un BMP, entre otras mejoras. Un solo prototipo.
- 2S24 - Un MT-LBM portamortero, donde se monta el mortero 2B24 (o 2B14 "Podnos") de calibre 82 mm, con 83 proyectiles. La designación para dicho sistema (protamortero, reamunicionador y reparador) es 2K32 "Deva". La designación 2S24 fue diseñada por la oficina "TsNII -Burevestnik-", con una cabina para cinco tripulantes.[5]

### Bulgaria
- MT-LB AT-I - Tractor usado para sistemas de minado. Equipado con bodegas para minas antitanque.
- MT-LB RHR o MR HR (mashina za radiatsionno i khimichesko razuznavane) - Sistema ABQ de reconocimiento con capacidades y aparatos para la detección, alarma, muestreo y marcado.
- MT-LB SE - Variante ambulancia/sanitaria.
- SMM B1.10 "Tundzha" (samokhodna minokhv’rgachka) - Plataforma para un mortero móvil del modelo M-38/43 de 120 mm, y con 58 proyectiles.
  - SMM 74 B1.10 "Tundzha-Sani" - Versión mejorada con un mortero 2B11 de 120 mm.
- KShM-R-81 "Delfin" - Vehículo de mando y estrategia con los sistemas de radiocomunicación R-123M, R-130M y R-31M, una antena AZI, un generador y una cúpula adicional para el comandante en el techo.
- MT-LB TMX - Vehículo portamortero, con un mortero M-37M, de 82 mm.
- BRM “Sova” (bronirana razuznavatelna mashina) - Vehículo de reconocimiento con aparatos y sistemas de detección ABQ ASP-3 y VPHR, equipos de radiocomunicación R-123M y R-31M, sistemas de puntería PAB-2 y sistemas de visión nocturna NSPU. Se construyeron tres versiones con afustes y/o sistemas adicionales especializados:
  - "Sova-1" - Con el sistema de radiocomunicaciones R-130M, una antena AZI y un mástil telescópico.
  - "Sova-2" - Con el sistema de radiocomunicaciones R-143 "Lira".
  - "Sova-3" - Con el sistema de radares de combate y vigilancia PSNR-5K (1RL-133).
- R-80 - Sistema de vehículos de comando de artillería de vanguardia y observadores, con sistemas de visión.
- BMP-23 (bojna mashina na pekhotata) - Vehículo de combate de infantería, equipado con cañones 2A14 de 23 mm y misiles antitanque ATGM 9K11 "Malyutka" en una torreta para dos tripulantes. El chasis está basado en uno de MT-LB, pero con algunos componentes del sistema 2S1, en el que se monta un motor con 315 caballos (319 CV) de fuerza.
  - BMP-23D - Versión mejorada, con misiles 9K111 "Fagot" y tubos lanzagranadas fumígenas.
  - BRM-23 - Versión de reconocimiento. Un único prototipo.
- BMP-30 - Un chasis similar al del BMP-23, pero con la torreta completa del BMP-2 soviético. Solo se construyeron 10 unidades.

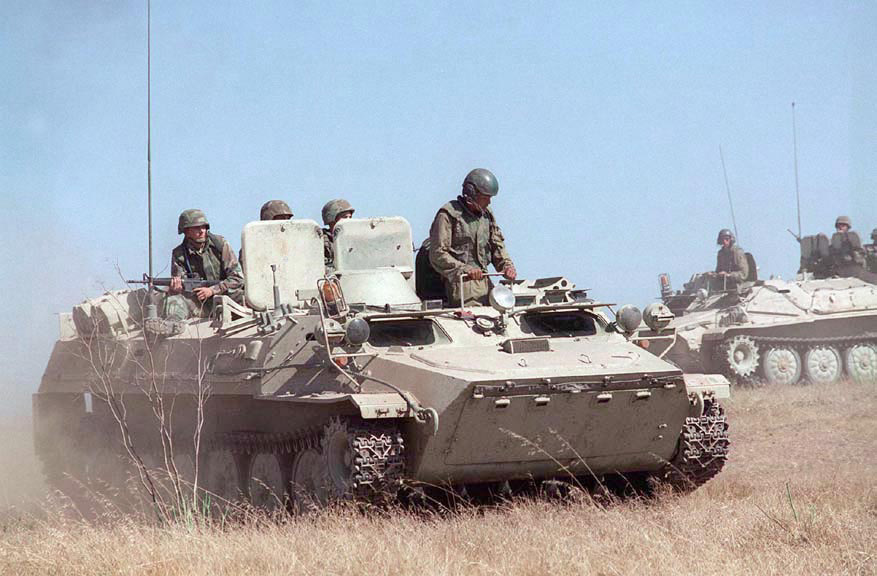
Un MT-LB ex-alemán usado por la Infantería de Marines de Estados Unidos en entrenamientos OPFOR, en el rol de atacantes.

### Alemania Oriental
- MT-LB (Pi) - Vehículo de combate de ingenieros.[6]
- MT-LB (Pzj) - Versión para uso en unidades antitanque.
- MT-LB (Pzj Fü) - Versión de un puesto de mando para unidades antitanque.
- MT-LB (BO) SFL - Versión de un puesto de mando para unidades de artillería y sus baterías.
- SaN MT-LB - Versión de una ambulancia, o vehículo sanitario.
- MTP-LB - Versión de un vehículo de soporte y de apoyo.

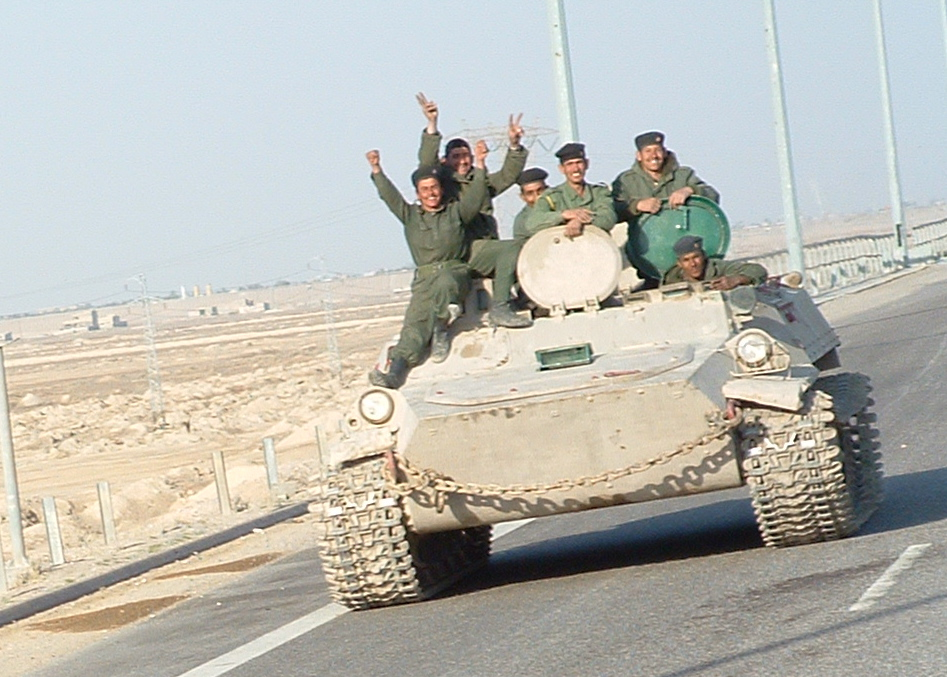
Un MT-LBV, diseño irakí equipado con orugas más anchas que las del MT-LB.

### Irak

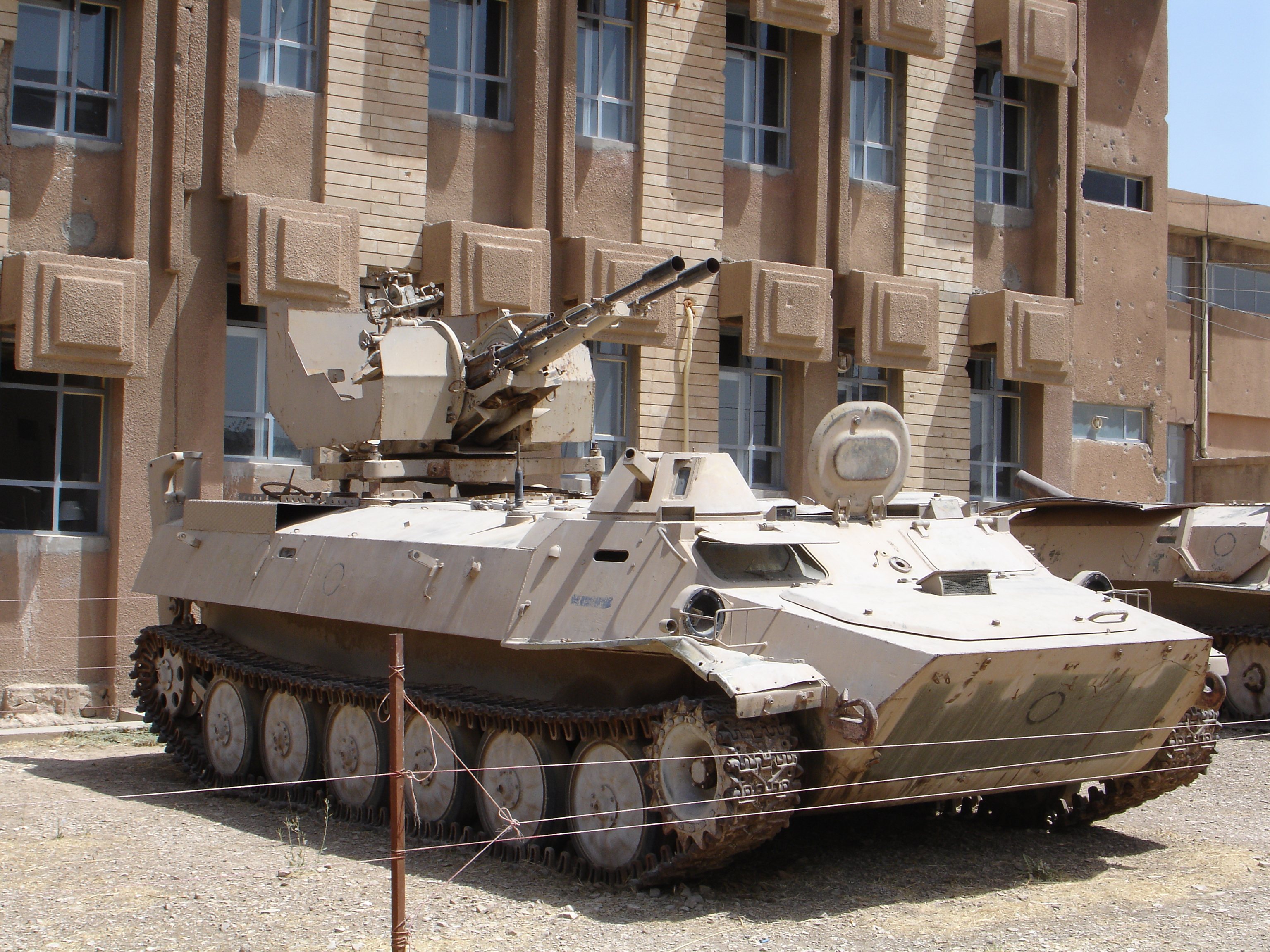
Un MT-LB irakí convertido con un afuste antiaéreo ZU-23-2, en un chasis de artillería antiaérea.

- MT-LBV Variante equipada con orugas más anchas.
- MT-LB convertida a sistema antiaéreo básico, sin radar; con un cañón automático doble ZU-23-2 adaptada en la parte trasera del vehículo. Al cañón solo le fueron retiradas sus ruedas, por lo que se dificulta su desmontaje para su uso por separado. Se conocen al menos dos variantes de esta conversión. Una en donde el ZU-23-2 va montado en una torreta abierta, y la otra con el ZU-23-2 montado en una plataforma que se extiende desde del casco del MT-LB y tiene un techo para los artilleros. La segunda versión es más que todo una variante de apoyo, ya que el techo interferiría con los mecanismos de puntería al elevar el cañón.[7]

### Polonia
El fabricante de equipos militares polaco HSW S.A. (Huta Stalowa Wola S.A.), produjo una versión bajo licencia del MT-LB desde 1976, y así mismo desarrolló unas variantes modificadas sobre el mismo chasis, como el SPG-2, con mejores capacidades de flotabilidad y vadeo.
- MT-LB-2AP - Variante TBP con una torreta proveniente del SKOT-2AP, dotada con una mayor elevación mayor para la ametralladora pesada KPVT de 14,5 mm, y en el que se adaptó adicionalmente una ametralladora PKT de 7,62 mm. Un solo prototipo.
- WEM Lotos - Vehículo de evacuación médica, con 4 sillas plegables.
- WPT Mors - Vehículo de recuperación y reparación, producido desde 1983.
- R-137T (radiostacja ruchoma UKF) - Vehículo de señales con equipos de radio en la banda VHF (R-137). Entró en servicio en 1987, y dispone de un rango de operación de entre 70 hasta 150 km.
  - ZWD-1 "Irys" (zautomatyzowany wóz dowodzenia) - Vehículo de comando, pertenece al conjunto de sistemas automatizados de comando "Irys".
- MT-LB-23M “Krak” - Variante TBP con cañones calibre 23 mm, montados en una torreta no tripulada. Un solo prototipo.
- Promet - Sistema de Artillería Antiaérea autopropulsada, equipada con un afuste de cañones gemelos de calibre 23 mm, en servicio desde 1979. Cuatro prototipos únicamente.
- "Przebiśnieg" - Vehículos con variantes y equipos de guerra electrónica, consisten de tres vehículos diferentes:
  - SZ o MT-LB Z (stacja zakłóceń) - EW/Guerra Electrónica;
  - SR o MT-LB R (stacja rozpoznania) - Comunicaciones/Vehículo de recepción de señales;
  - WD krel - Vehículo de puesto de comando (wóz dowodzenia kompanii radioelektronicznej).
- SPG-2 - Vehículo de base altamente modificado, con su sección frontal totalmente mejorada , y propulsores de tipo acuajet para mayor flotabilidad:[8]
  - TRI Hors - Vehículo de comando y de ingenieros y de reconocimiento, su producción en serie inició desde 1983, y está armado con la ametralladora NSVT de calibre 12,7 mm en un afuste antiaéreo, la cual va montada en una torreta;[8]
  - WPT Mors-II - Vehículo de recuperación y mantenimiento blindado, producido en serie desde 1986, armado con ametralladoras NSVT calibre 12.7mm, montadas en una torreta;[8]
  - Opal-I / Opal-II - Vehículo de comando de artillería, equipados con una torreta con ametralladoras NSWT-12.7 Utjos: Opal-I con una motorización que le otorga hasta 245 caballos (183 kW) turbocargado del modelo SW680/167/1, y el Opal-II equipado con un motor de 300 caballos (224 kW) del modelo SW680T (YaMZ-238N), y un chasis más largo con 7 ruedas en cada lado.[9] Únicamente como prototipo.

- - BWO-40 - VCI armado con cañones calibre 40 mm hechos bajo liecncia de la Bofors. Una torreta de diseño similar está montada en el BWP-40 (una mejora del BMP-1). Únicamente como prototipo.

### Suecia
- Pbv 401 (pansarbandvagn) - Variante modificada, anteriormente eran vehículos de Alemania oriental, ahora equipados con una ametralladora Ksp 95 de calibre 5,56 mm, o una Ksp 58 de calibre 7,62 mm.
  - Stripbv 4011 (stridsledningbandvagn) - Puesto de comando de batallón de tropas.
  - Bgbv 4012 (bärgningsbandvagn) - Designación en Suecia para el MTP-LB.
  - Rlpbv 4014/T (radiolänkbandvagn) - Vehículo de comunicaciones y señales.
  - Stripbv 4015 (stridsledningbandvagn) - Puesto de comando de tropas de avanzada.
  - Lvrbpbv 4016 (luftvärnsrobotbandvagn) - Designación no confirmada para los vehículos equipados con el sistema RBS 70.
  - Pvrbbv 452 (pansarvärnrobotbandvagn) - Con el sistema de misiles RBS 56 o el sistema antiblindaje BILL 1.

## Usuarios

### Actuales
- Armenia - 75[10]
- Azerbaiyán - 393[11]
- Bangladés - 80+ (Ex-iraquíes, donados como parte de un programa de ayuda al tercer mundo, dentro del tercer mundo)[12]
- Bielorrusia - 66[13]
- Bulgaria - 600[14]
- República Checa - Solo en los vehículos antiaéreos Strela-10
- Finlandia - 367 MT-LBV (incluyen 147 Pbv 401 adquiridos a Suecia en el 2011[15])
- Georgia - 80[16]
- Irak - 61 En el Ejército iraquí. En mayo del 2012 el gobierno de Irak signaría un acuerdo para la adquisición de 500 MTLB búlgaros y de otras versiones actualizadas del MT-LB provenientes del fabricante búlgaro TEREM.[17]
- Kazajistán - 200[cita requerida]

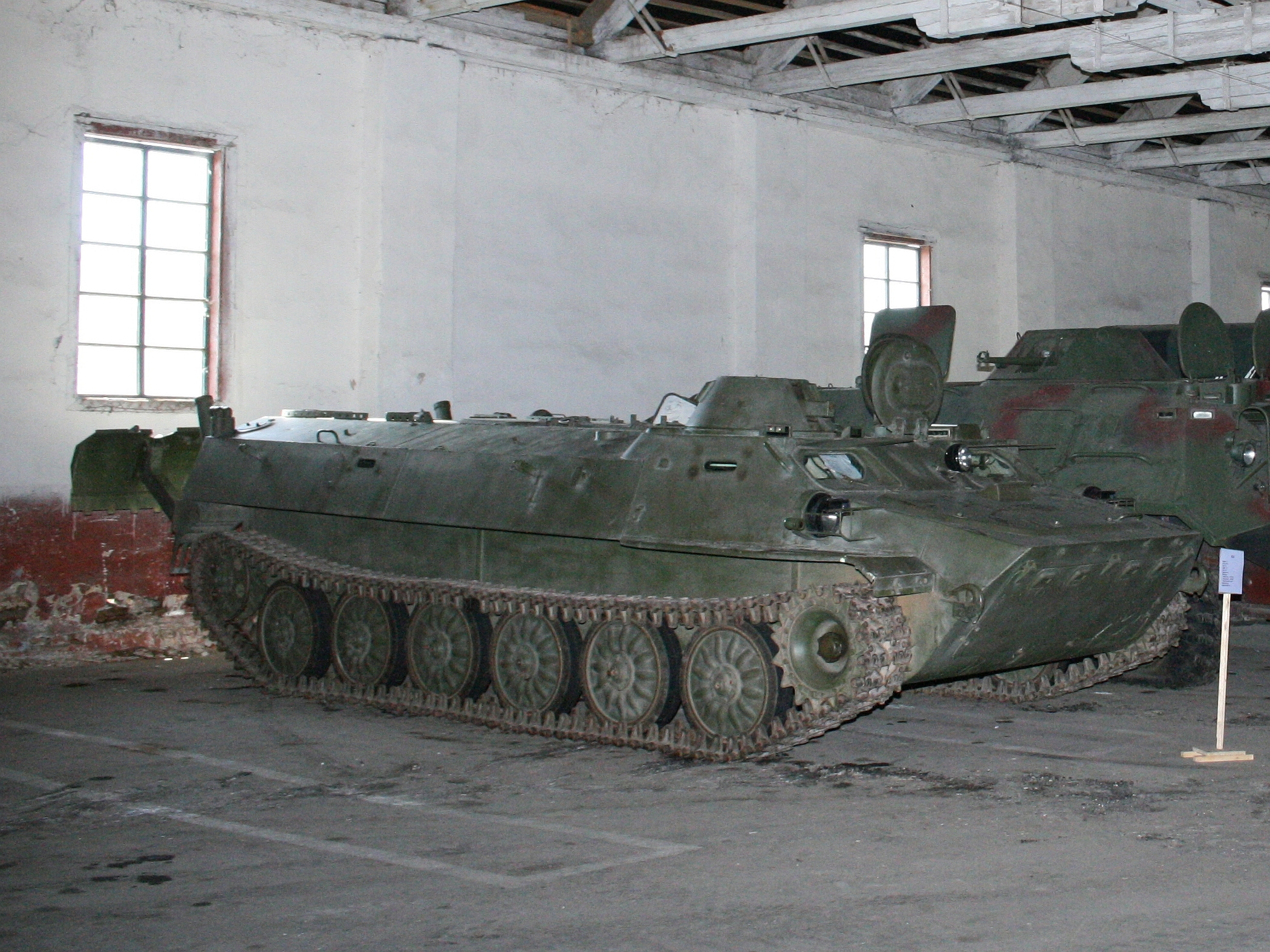
Un MT-LB en exhibición del Ejército de Lituania.

- Lituania - 10 (los cuales fueron transferidos desde Polonia en el 2000)[18]
- Macedonia del Norte - 10 [cita requerida]
- Moldavia - 62 (MT-LB, SNAR-10, MT-LBu & Shturm-S)
- Nigeria - 67[cita requerida]
- Polonia - 352 (Mayoritariamente son vehículos Opal y sus derivados, viéndose su uso limitado en la variante localmente producida, el MT-LBu)[19]
- Rumania - 8 (SNAR-10)[20]
- Rusia - 1,493 en servicio activo, con más de 5,000 unidades en almacenamiento estratégico.[21]
- Suecia - 460 (Denominados localmente como Pbv 401, anteriormente de propiedad Alemania, adquiridos en 1993; luego se reduce su cantidad en servicio a 147 antes de finalizado el año 2011, vendidas algunas unidades a Finlandia[15])
- Ucrania - 2,090[22]
- Estados Unidos - Usados por los militares en entrenamientos para las misiones OPFOR[23]
- Uruguay 3 unidades

### Anteriores
- República Democrática Alemana - 721 MT-LB de manufactura búlgara, 32 SNAR-10 y 36 Strela-10M. Tomados por el Ejército de Alemania durante la reunificación.
- Alemania - Obtenidos tras la reunificación, todos han sido desmantelados o vendidos a otros países.
- Unión Soviética - Heredados por sus estados sucesores.
- Hungría - Principalmente unidades antiaéreas Strela-10 y SNAR-10, dadas de baja.